# When We All Fall Asleep Tour
The When We All Fall Asleep World Tour es la tercera gira de conciertos de la artista estadounidense Billie Eilish, realizada con el objetivo de promocionar su álbum de estudio debut When We All Fall Asleep, Where Do We Go? La gira comenzó el 13 de abril de 2019 en Indio, California como parte del festival Coachella.

## Antecedentes y desarrollo
La gira se anunció el 4 de febrero de 2019 a través de la cuenta oficial de Instagram de Billie Eilish. En la misma publicación, se anunció que Denzel Curry sería el telonero de los conciertos, mientras que su hermano Finneas O'Connell se uniría a ella en algunos conciertos realizados en Canadá. Días después se anunciaron las fechas para Australia, sin embargo, el 7 de febrero, debido a la gran demanda de entradas, se agregaron más fechas y se reemplazaron los lugares a espacios más grandes, para abarcar a un público más amplio. Cuatro días después, Eilish anunció más fechas internacionales en su cuenta oficial de Twitter.

## Repertorio
Este repertorio corresponde al concierto realizado en San Francisco, el 29 de mayo de 2019. No representa a todos los conciertos de la gira.
1. «Bad Guy»
2. «My Strange Addiction»
3. «You Should See Me in a Crown»
4. «Idontwannabeyouanymore»
5. «Watch / Burn»
6. «Copycat»
7. «When I Was Older»
8. «Wish You Were Gay»
9. «Xanny»
10. «All the Good Girls Go to Hell»
11. «Ilomilo»
12. «Bellyache»
13. «Listen Before I Go»
14. «I Love You»
15. «Ocean Eyes»
16. «When the Party's Over»
17. «Bury a Friend»
18. «Goodbye»

## Fechas
| Fecha                       | Ciudad           | País            | Lugar                                  | Asistencia      | Recaudación |
| --------------------------- | ---------------- | --------------- | -------------------------------------- | --------------- | ----------- |
| América del Norte           |                  |                 |                                        |                 |             |
| 13 de abril de 2019         | Indio            | Estados Unidos  | Empire Polo Club                       | Festival        | Festival    |
| 20 de abril de 2019         | Indio            | Estados Unidos  | Empire Polo Club                       | Festival        | Festival    |
| Etapa 2 — Oceanía           |                  |                 |                                        |                 |             |
| 24 de abril de 2019         | Auckland         | Nueva Zelanda   | Spark Arena                            | 9,340 / 9,646   | $456,056    |
| 26 de abril de 2019         | Adelaida         | Australia       | Adelaide Showground                    | Festival        | Festival    |
| 27 de abril de 2019         | Maitland         | Australia       | Maitland Arena                         | Festival        | Festival    |
| 28 de abril de 2019         | Canberra         | Australia       | Exhibition Park                        | Festival        | Festival    |
| 30 de abril de 2019         | Sídney           | Australia       | Hordern Pavilion                       | 5,376 / 5,376   | $226,395    |
| 3 de mayo de 2019           | Melbourne        | Australia       | Margaret Court Arena                   | 6,667 (97%)     | $324,174    |
| 4 de mayo de 2019           | Bendigo          | Australia       | Prince of Wales Showground             | Festival        | Festival    |
| 5 de mayo de 2019           | Townsville       | Australia       | Murray Sports Complex                  | Festival        | Festival    |
| 7 de mayo de 2019           | Brisbane         | Australia       | Riverstage                             | 8,841 / 9,000   | $426,250    |
| 10 de mayo de 2019          | Fremantle        | Australia       | Fremantle Arts Center                  | 3,331           | $161,965    |
| 11 de mayo de 2019          | Bunbury          | Australia       | Hay International Park                 | Festival        | Festival    |
| Etapa 3 — Europa            |                  |                 |                                        |                 |             |
| 25 de mayo de 2019          | Middlesbrough    | Reino Unido     | Stewart Park                           | Festival        | Festival    |
| Etapa 4 — América del Norte |                  |                 |                                        |                 |             |
| 29 de mayo de 2019          | San Francisco    | Estados Unidos  | Bill Graham Auditorium                 | 9,011 / 9,011   | $479,295    |
| 31 de mayo de 2019          | Portland         | Estados Unidos  | Moda Center                            | 12,364 (99%)    | $659,427    |
| 1 de junio de 2019          | Vancouver        | Canadá          | PNE Amphitheater                       | 7,040 (99%)     | $455,490    |
| 2 de junio de 2019          | Redmond          | Estados Unidos  | Marymoor Park                          | —               | —           |
| 4 de junio de 2019          | Magna            | Estados Unidos  | The Great Saltair                      | —               | —           |
| 5 de junio de 2019          | Morrison         | Estados Unidos  | Red Rocks Amphitheatre                 | —               | —           |
| 6 de junio de 2019          | Independence     | Estados Unidos  | Silverstein Eye Centers Arena          | —               | —           |
| 8 de junio de 2019          | Minneapolis      | Estados Unidos  | Minneapolis Armory                     | —               | —           |
| 9 de junio de 2019          | Chicago          | Estados Unidos  | United Center                          | —               | —           |
| 11 de junio de 2019         | Toronto          | Canadá          | Budweiser Stage                        | —               | —           |
| 12 de junio de 2019         | Laval            | Canadá          | Place Bell                             | 9,550 / 9,550   | $468,479    |
| 14 de junio de 2019         | Boston           | Estados Unidos  | Rockland Trust Bank Pavilion           | —               | —           |
| 15 de junio de 2019         | Philadelphia     | Estados Unidos  | The Met Philadelphia                   | —               | —           |
| 18 de junio de 2019         | New York City    | Estados Unidos  | Rooftop at Pier 17                     | —               | —           |
| 19 de junio de 2019         | New York City    | Estados Unidos  | Radio City Music Hall                  | 5,941 / 5,941   | $411,070    |
| 20 de junio de 2019         | Washington D. C. | Estados Unidos  | The Anthem                             | 6,000 / 6,000   | $302,907    |
| 21 de junio de 2019         | Nashville        | Estados Unidos  | Ascend Amphitheater                    | —               | —           |
| 23 de junio de 2019         | Atlanta          | Estados Unidos  | State Bank Amphitheatre                | —               | —           |
| Etapa 4 — Europa            |                  |                 |                                        |                 |             |
| 27 de junio de 2019         | Odense           | Dinamarca       | Tusindårsskoven                        | Festival        | Festival    |
| 28 de junio de 2019         | Stockholm        | Suecia          | Gärdet                                 | Festival        | Festival    |
| 30 de junio de 2019         | Pilton           | Reino Unido     | Worthy Farm                            | Festival        | Festival    |
| Etapa 5 — América del Norte |                  |                 |                                        |                 |             |
| 6 de julio de 2019          | Milwaukee        | Estados Unidos  | American Family Insurance Amphitheater | Festival        | Festival    |
| 9 de julio de 2019          | Los Ángeles      | Estados Unidos  | Shrine Exposition Hall                 | —               | —           |
| 10 de julio de 2019         | Los Ángeles      | Estados Unidos  | Shrine Exposition Hall                 | —               | —           |
| 11 de julio de 2019         | Los Ángeles      | Estados Unidos  | Greek Theatre                          | —               | —           |
| 13 de julio de 2019         | San Diego        | Estados Unidos  | Cal Coast Credit Union Theatre         | —               | —           |
| Etapa 6 — Europa            |                  |                 |                                        |                 |             |
| 15 de agosto de 2019        | Sankt Pölten     | Austria         | Green Park                             | Festival        | Festival    |
| 16 de agosto de 2019        | Biddinghuizen    | Países Bajos    | Walibi Holland                         | Festival        | Festival    |
| 17 de agosto de 2019        | Hamburgo         | Alemania        | MS Dockville                           | Festival        | Festival    |
| 18 de agosto de 2019        | Hasselt          | Bélgica         | Kempische Steenweg                     | Festival        | Festival    |
| 20 de agosto de 2019        | Praga            | República Checa | O2 Arena                               | —               | —           |
| 22 de agosto de 2019        | Zürich           | Suiza           | Glattbrug                              | Festival        | Festival    |
| 24 de agosto de 2019        | Reading          | Reino Unido     | Richfield Avenue                       | Festival        | Festival    |
| 25 de agosto de 2019        | Leeds            | Reino Unido     | Bramham Park                           | Festival        | Festival    |
| 27 de agosto de 2019        | Moscú            | Rusia           | Megasport Arena                        | —               | —           |
| 28 de agosto de 2019        | San Petersburgo  | Rusia           | Ice Palace                             | —               | —           |
| 30 de agosto de 2019        | Stradbally       | Irlanda         | Stradbally Hall                        | Festival        | Festival    |
| 31 de agosto de 2019        | Milán            | Italia          | Area Expo                              | Festival        | Festival    |
| 2 de septiembre de 2019     | Barcelona        | España          | Palau Sant Jordi                       | —               | —           |
| 3 de septiembre de 2019     | Madrid           | España          | WiZink Center                          | —               | —           |
| 4 de septiembre de 2019     | Lisboa           | Portugal        | Altice Arena                           | 18,690 (96%)    | $551,694    |
| 7 de septiembre de 2019     | Berlín           | Alemania        | Olympiapark                            | Festival        | Festival    |
| Etapa 7 — América del Norte |                  |                 |                                        |                 |             |
| 14 de septiembre de 2019    | Atlanta          | Estados Unidos  | Piedmont Park                          | Festival        | Festival    |
| 20 de septiembre de 2019    | Las Vegas        | Estados Unidos  | Downtown Las Vegas                     | Festival        | Festival    |
| 21 de septiembre de 2019    | Las Vegas        | Estados Unidos  | Las Vegas Festival Grounds             | Festival        | Festival    |
| 5 de octubre de 2019        | Austin           | Estados Unidos  | Zilker Park                            | Festival        | Festival    |
| 7 de octubre de 2019        | Tulsa            | Estados Unidos  | BOK Center                             | 11,393 / 11,393 | $860,248    |
| 8 de octubre de 2019        | Dallas           | Estados Unidos  | American Airlines Center               | 12,540 / 12,540 | $1,229,549  |
| 10 de octubre de 2019       | Houston          | Estados Unidos  | Toyota Center                          | 11,506 / 11,506 | $1,227,586  |
| 12 de octubre de 2019       | Austin           | Estados Unidos  | Zilker Park                            | Festival        | Festival    |
| 17 de noviembre de 2019     | Ciudad de México | México          | Autódromo Hermanos Rodríguez           | Festival        | Festival    |
| Total                       |                  |                 |                                        |                 |             |